# Beesels Broek
Het Beesels Broek is een natuurgebied dat zich bevindt ten zuidoosten van Beesel.

## Geschiedenis
Het gebied, waarvan 28 ha in bezit is van de Stichting Limburgs Landschap, is een broekgebied dat niet intensief bebouwd kon worden. Er werd -in elk geval omstreeks 1800- turf gestoken en het gebied werd ook wel als weidegrond gebruikt. Begin 20e eeuw werd het moeras drooggelegd en omstreeks 1960 werden de twee beekjes die er ontsprongen, namelijk de Teutebeek en de Huilbeek, rechtgetrokken. Zo werd het kwelwater snel afgevoerd. Ook werden er toen populieren aangeplant.
Vanaf 1980 werden diverse terreinen in dit gebied aangekocht door Limburgs Landschap, terwijl ook Staatsbosbeheer er een aantal terreinen bezit. In 1999 werd een voormalig zanddepot verwijderd en ontstond een kwelplas waarvan het water via slootjes naar genoemde beekjes wordt afgevoerd.

## Gebied
Kenmerkend voor het gebied is de overgang van laag- naar middenterras. Hier komt kwel aan de oppervlakte. Ook is er een overgang van nat naar droog. In de kwelplas vindt men kranswieren. Deze kwelplas verandert geleidelijk in moeras. Er is elzenbroekbos en daar vindt men dotterbloem, watereppe en diverse zeggesoorten. In kwelgebieden staat hier en daar het moerasviooltje. Op de hogere en drogere delen vindt men onder meer drienerfmuur, valse salie, kruipend zenegroen, groot heksenkruid, bosanemoon en boskortsteel.
Ook uit mycologisch oogpunt heeft het gebied veel te bieden, met landelijk zeldzame soorten als Oranjerode hertenzwam, Landknoopje en Olijfschijfzwam.
Van de dieren kan worden genoemd: sijs, ree, vos, das. Er werden 15 soorten dagvlinders aangetroffen waaronder zandoogje. Het gebied herbergt de enige Nederlandse populatie van de mercuurwaterjuffer.
Het gebied is toegankelijk op wegen en paden.